# Піщана людина

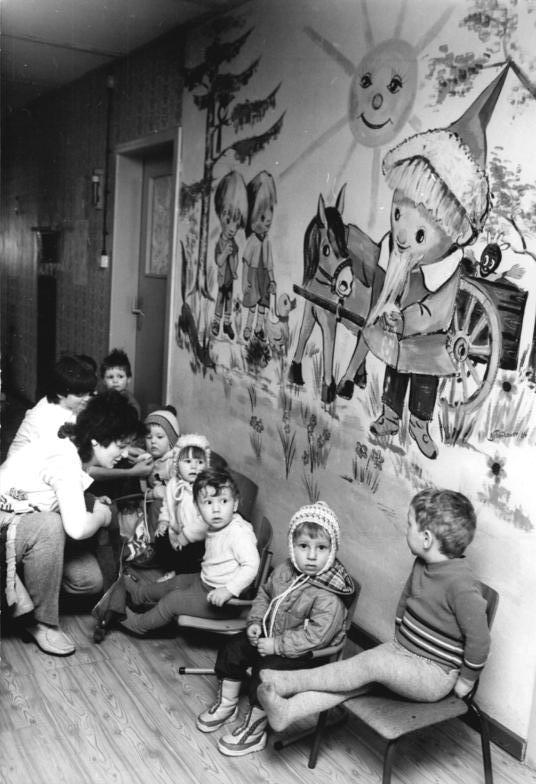
Піщана людина на стіні в дитячому садку. НДР. 1986

Піщана людина (нім. Sandmann) — містичний персонаж у фольклорі Північної Європи, який навіює хороші сни за допомогою магічного піску, який він розсипає на повіки сплячих дітей уночі. Літературний переклад слова Sandmann — дрімота.

## Образ у традиційному фольклорі
Піщана людина є персонажем багатьох дитячих казок, якого традиційно кличуть заколисати дитину до сну. Його кличуть посипати чарівний пісок дитині в очі для того, щоб викликати хороші сновидіння. Якщо дитина прокидалася із заспаними очима, «із зернятками», то вважалося, що це результат роботи піщаної людини увечері.
У казці Ганса Крістіана Андерсена Оле-Лукоє 1841 року, головний персонаж і є тим самим піщаним чоловіком. Він подарував на тиждень свій магічний дар розсипання магічного піску маленькому хлопчику. Андерсен писав:

Нема нікого у світі, хто знав би стільки казок, як Оле-Лукоє! На це він справді мастак! Коли увечері діти сидять собі спокійненько за столом на своїх стільчиках, з'являється Оле-Лукоє. Він піднімається по сходах зовсім нечутно, бо йде в самих панчохах, відчиняє тихесенько двері і — фр! — бризкає дітям в очі солодке молоко — такими дрібними-дрібними бризками, — а втім, їх цілком досить для того, щоб повіки у дітей почали злипатися і вже не можна було б побачити його самого. Він підкрадається ззаду і дме їм у потилицю, а від цього голівки у дітей важніють. О, так… але це зовсім не боляче, тому що Оле-Лукоє нічого поганого не хоче зробити, а бажає діткам лише добра. Він тільки хоче, щоб малі цілком заспокоїлися, а для цього їх треба покласти спати в ліжка. Вони тихо лежатимуть, і він зможе розповідати їм свої казки. Коли діти поснуть, Оле-Лукоє сідає на їхньому ліжку. Він дуже гарно вдягнений. На нім шовковий жупанчик, тільки не можна сказати, якого кольору, бо весь час міниться, коли Оле повертається, — вбрання то зелене, то червоне, то блакитне. Під пахвами у нього парасольки. На одній намальовано багато-багато малюнків. Цю парасольку він розкриває над хорошими дітьми, і їм цілу ніч сняться чарівні казки. А на другій парасольці — ну, нічогісінько нема, і Оле розкриває її над неслухняними пустунами, і вони цілу ніч просплять, як колоди, і нічого цікавого не побачать уві сні.

E. T. A. Гофман (1776—1822) написав оповідання під назвою Der Sandmann, де зобразив зовсім протилежного героя, твір зобразив зловісний характер улюбленого героя. За словами медсестри героя, він кидав пісок в очі дітям, які не збиралися і не хотіли спати, після чого їх очі випадали і злий піщаний чоловік збирав їх, потім він забирав їх до свого залізного гнізда на Місяці і годував ними своїх дітей. Головний герой повісті виростає і пов'язує свої нічні кошмари з дійсно зловіщою постаттю приятеля свого батька — Коппеліуса (Coppelius).

## Образ у сучасній культурі
Піщана людина є популярним персонажем у фольклорі, він згадується у багатьох популярних творах. Деякі найбільш відомі приклади:
- У 1933 р. компанія Walt Disney у своїй серії мультфільмів Silly Symphonies випустила стрічку «Lullybye Land», що закінчується сценою з дитиною, яку вкладає спати Піщаний чоловік.
- У 1935 Фред Астер (Fred Astaire) і Джинджер Роджерс (Ginger Rogers) у класичному комедійному мюзиклі «Циліндр» (англ. Top Hat), Джері Траверс Jerry Travers, якого зіграв Астер, розсипає пісок на підлогу і танцює повільний танець, допомагаючи заснути Дейл Тремонт (Dale Tremont), яку зіграла Роджерс.
- У казках Ганса Крістіана Андерсена зображений персонаж — Оле Лукоє, який змальований у вигляді ельфа, що закликав дітей до сну і використовував дві парасольки: чорна парасолька, для того, щоб дитина заснула без сновидінь або кольорова — тоді дитина бачила хороші сни.
- Образ Піщаної людини використаний у популярній пісні авторства Пета Балларда «Mr. Sandman», що вийшла у 1954 році.
- У 1958 році вийшла у світ німецька дитяча вечірня передача, у якій головним героєм був піщаний чоловік. У передачі використовувалась лялькова анімація. Історія закінчувалась тим, що Піщаний чоловік розсипав магічний пил на дітей, який викликав у дітей відчуття втоми очей, після чого діти засинали.
- В українському фольклорі існує персонаж Сонько-Дрімко, який є казковою істотою із дитячої колискової. Пісню було створено у 1988 році на замовлення Всесоюзної фірми грамзапису «Мелодія» (м. Москва) разом з іншими дитячими піснями, що увійшли до збірки «Подарунок». Авторами пісень стали нікому невідомі тоді композитор Алла Мігай та поетеса Наталя Кулик.